# ワット・ロンクン

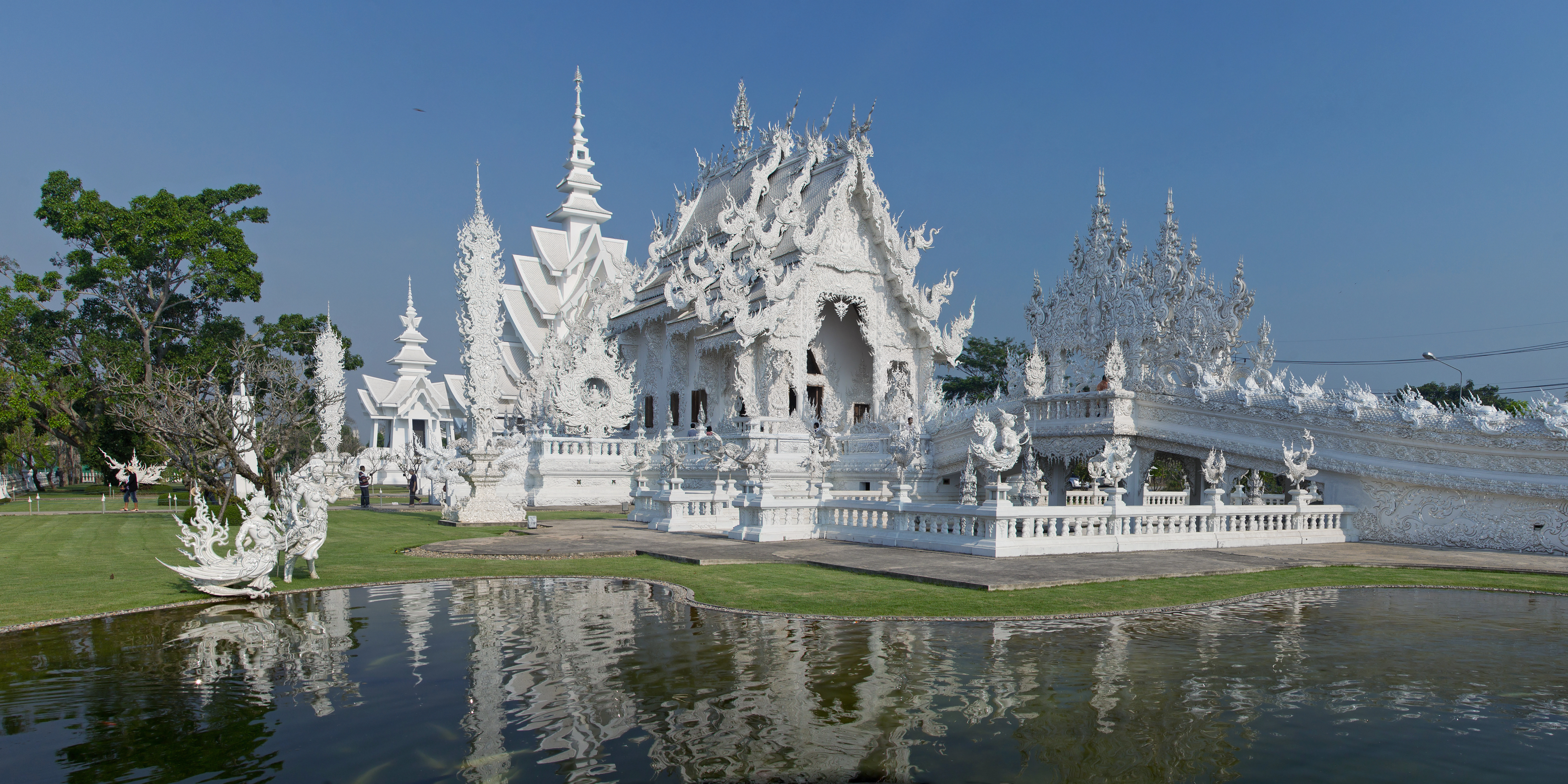
ワット・ロンクン

ワット・ロンクン（タイ語: วัดร่องขุ่น）はタイ王国チエンラーイ県ムアンチエンラーイ郡にある、現代的で因習にとらわれない様式を持った仏教寺院。国外では「ホワイト・テンプル」の名でよく知られ、元画家のアーティストであるチャルムチャイ・コーシッピパットが1997年にデザインした。歴史の浅い寺院であるが、チェンマイ〜チェンライ間の観光バス周遊コースでは定番のスポットになっている。
この建造物はタイの伝統芸術と超現実主義の融合であり、本殿が白く塗られているのは仏陀の清浄さを象徴するためである。一方、建物内部に入ると壁面にはバットマン、スーパーマン、プレデター、マトリックスなどポップカルチャー由来のモチーフが、仏教的文脈における善悪を表現するよう描かれている。チャルムチャイはこの寺院を、人々が仏陀の教えを学び瞑想する場所にしたいと考えている。最終的には、3エーカーの敷地に塔や庵などを含めて9つの建物を作る予定だという。
付近にあるワット・ロンスアテン（ブルーテンプル）・バーンダム・ミュージアム（ブラックハウス）と合わせてホワイトテンプルと紹介される。

## 2014年の地震
2014年5月5日の午後6時8分（現地時間）、チエンラーイ県メーラーオ郡を震源とした大地震が発生し、この寺院は大きなダメージを受け、無期限閉鎖となった。チャルムチャイは翌6日、寺院を丸ごと破却して再建しないつもりだと述べた。しかし7日朝、技術者の一団が現地調査を行い、寺院の全ての構造物は地震で傷ついてはいないことを確認した後、チャルムチャイは2年のうちに寺院を元の美しい姿に再建すると発表し、自分の人生をその仕事に捧げることを約束した。また8日の午後に敷地の公開を再開するとも発表した。

## ギャラリー

Wat Rong Khun
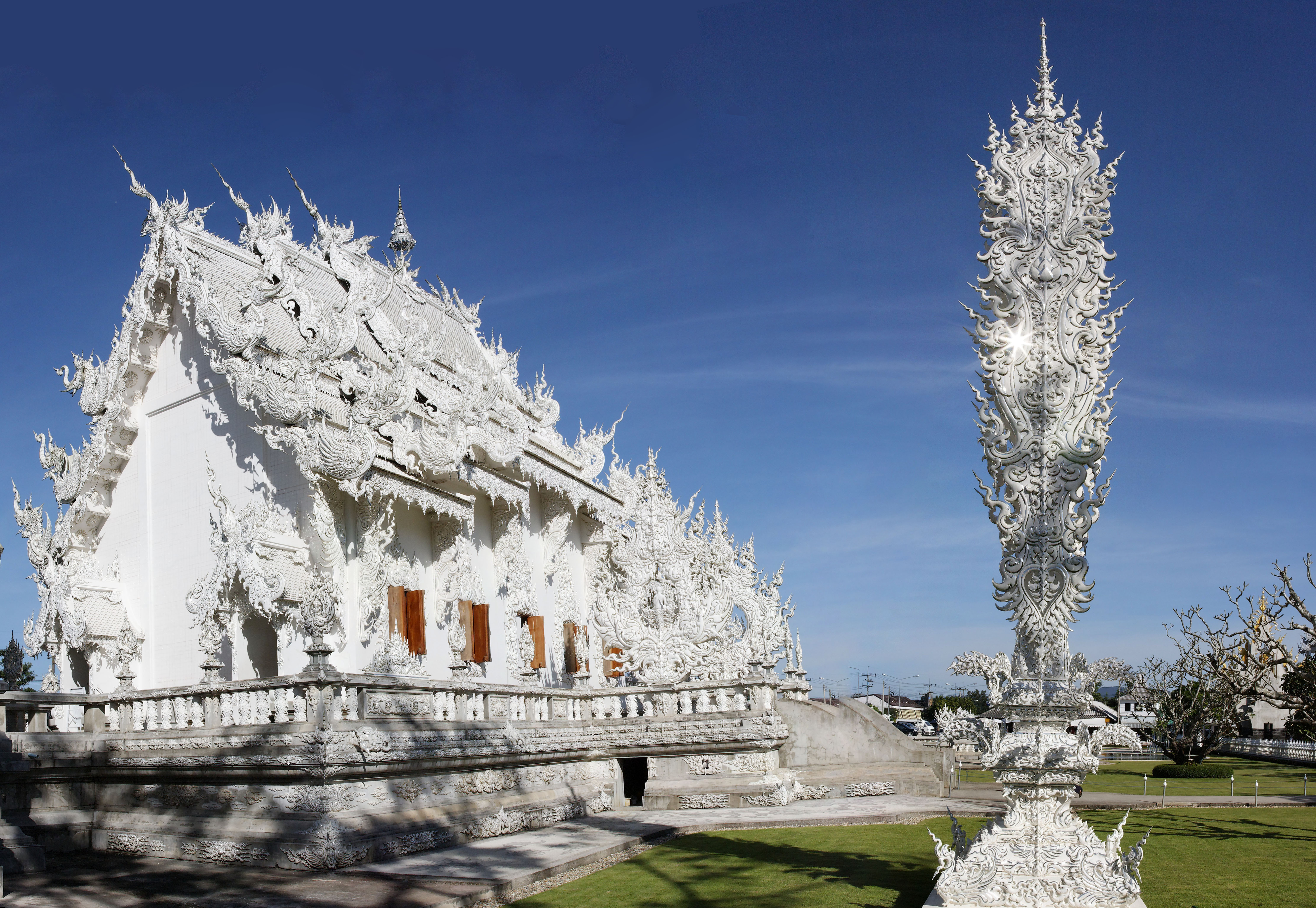
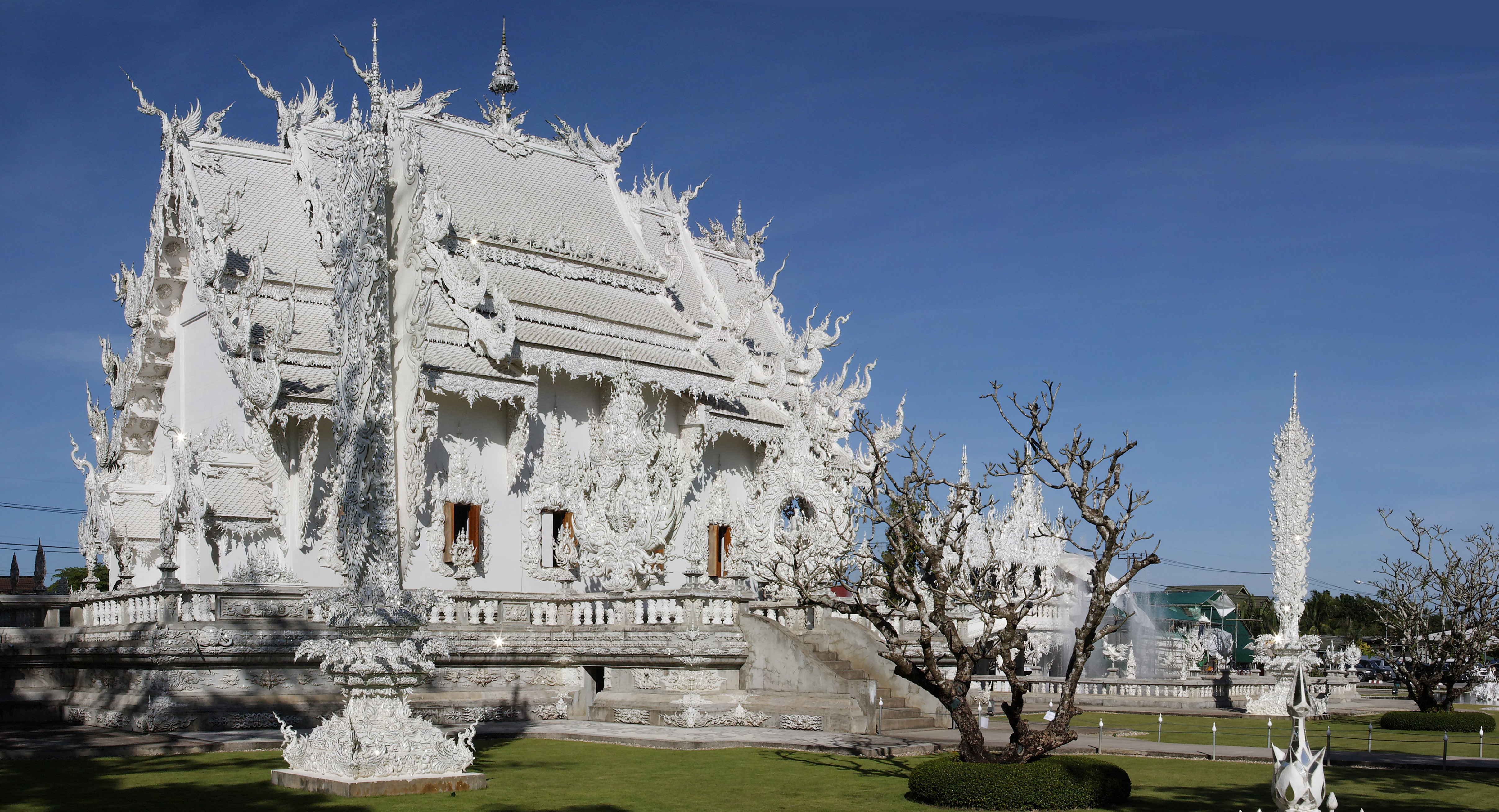
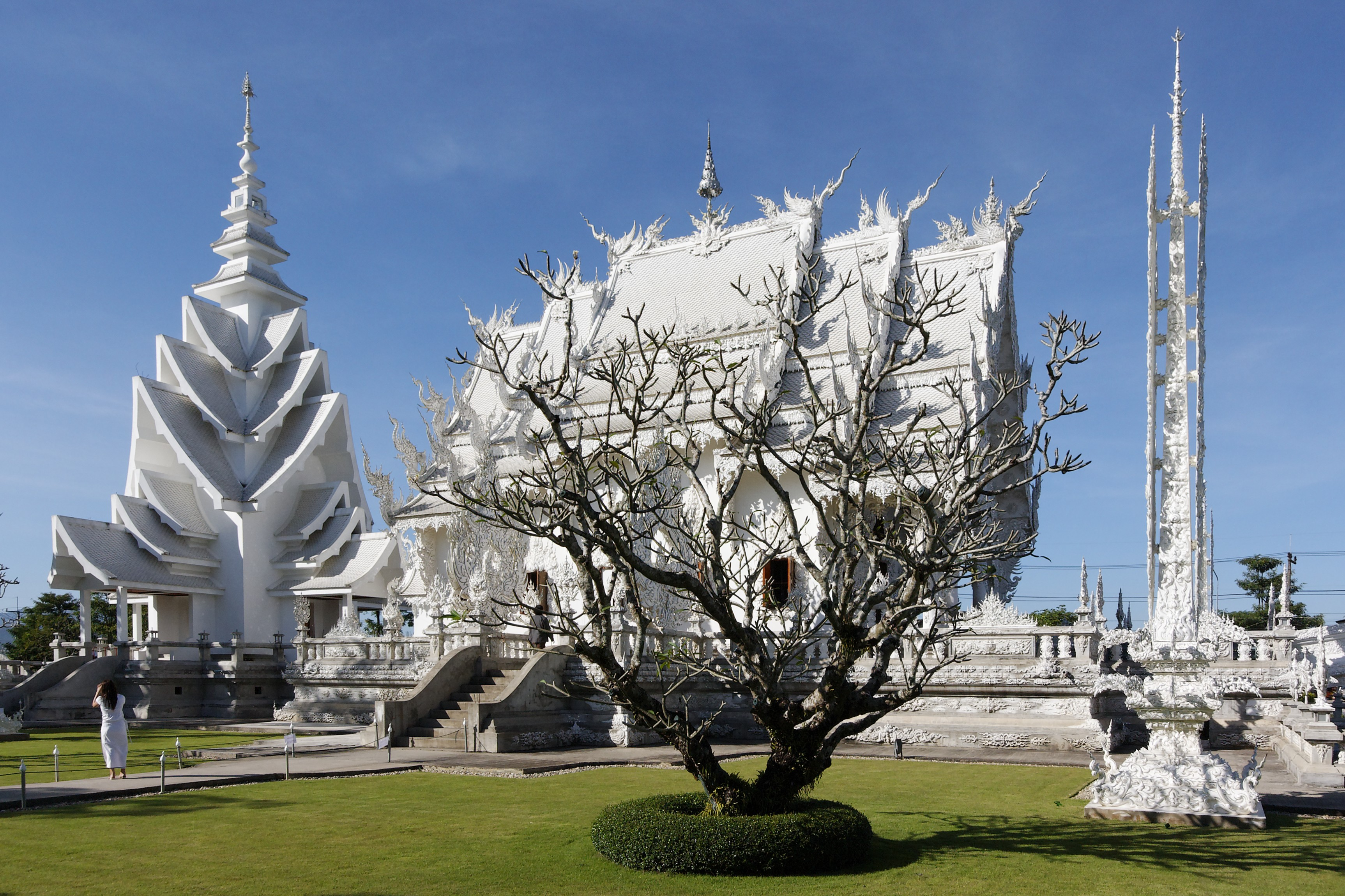
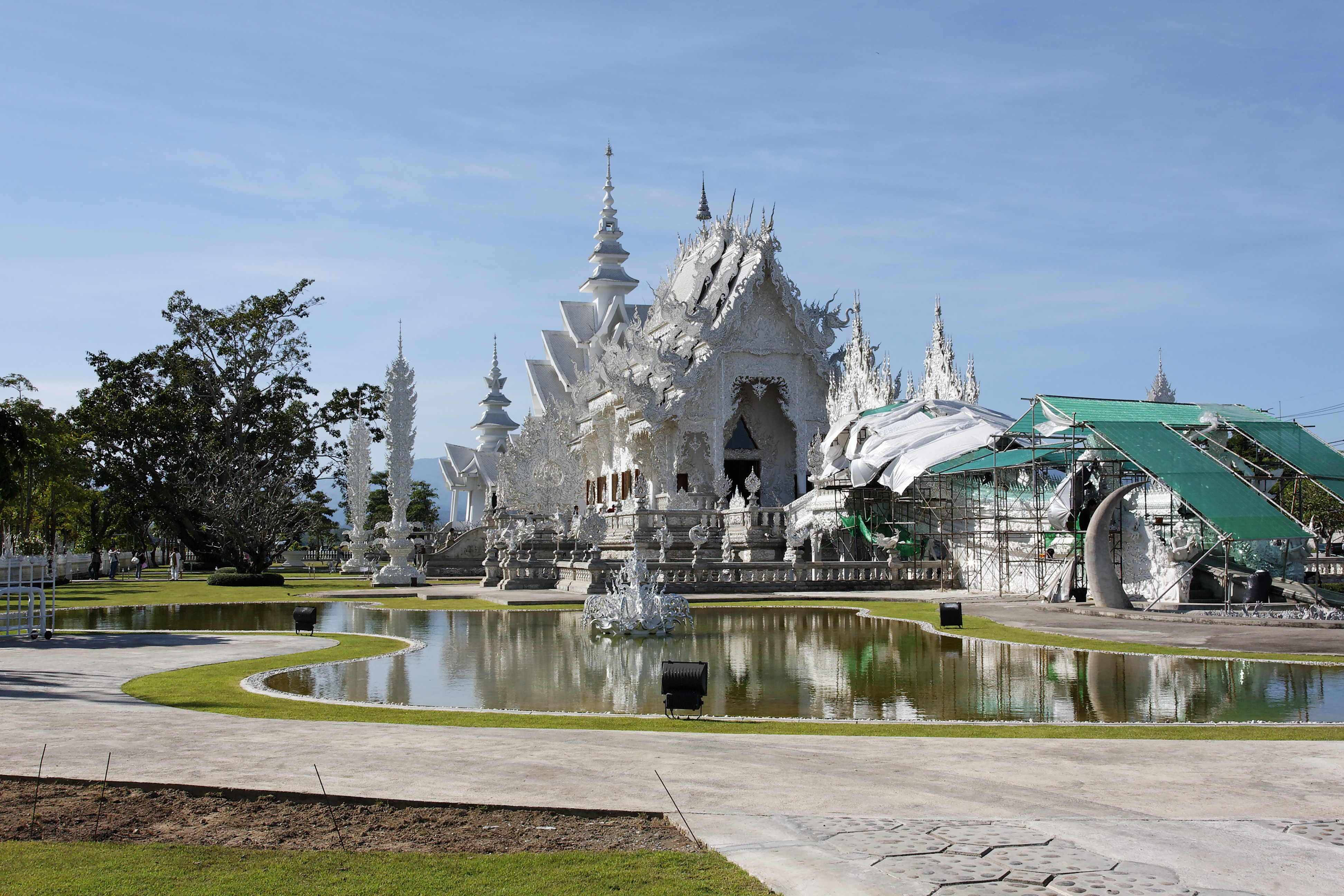
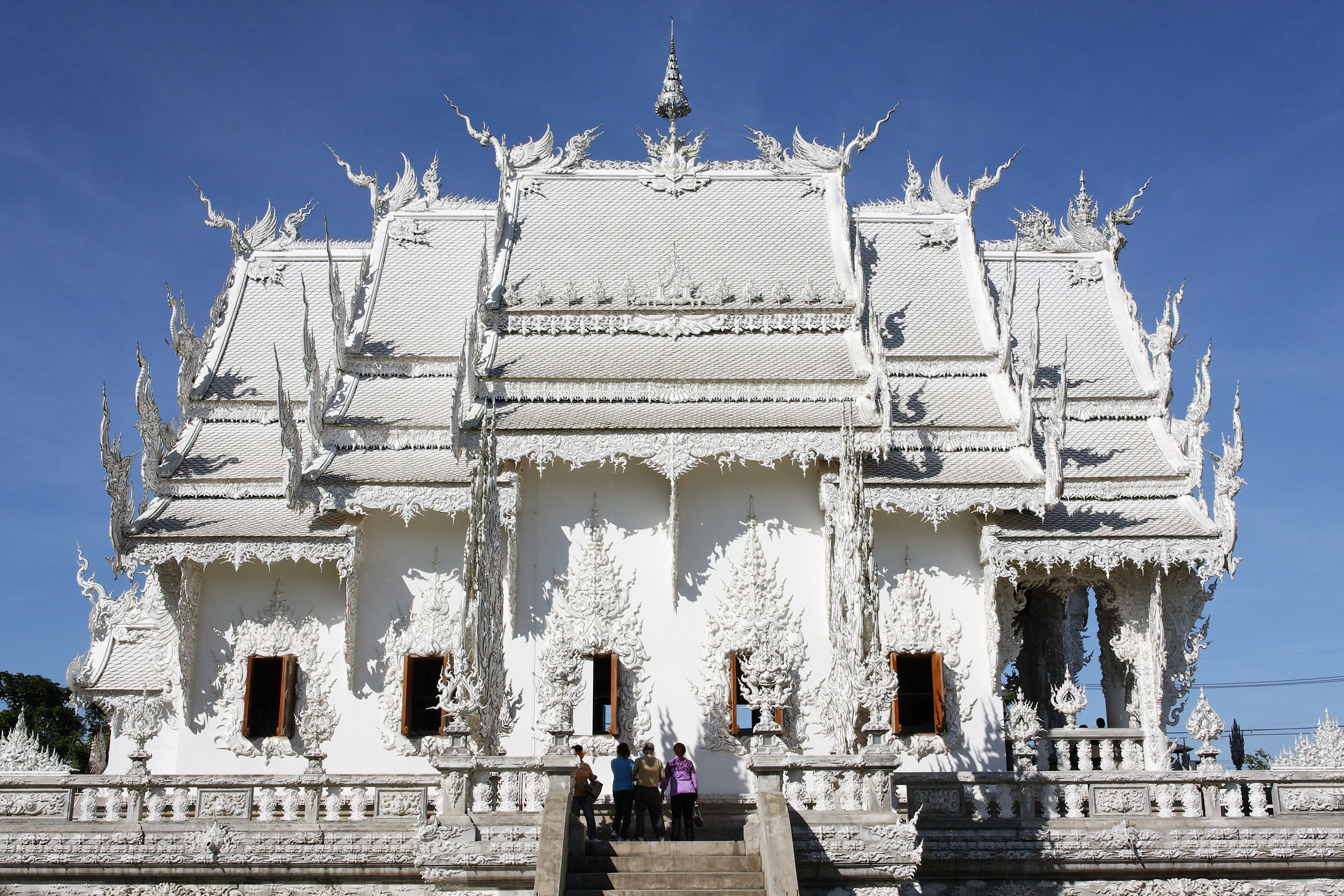
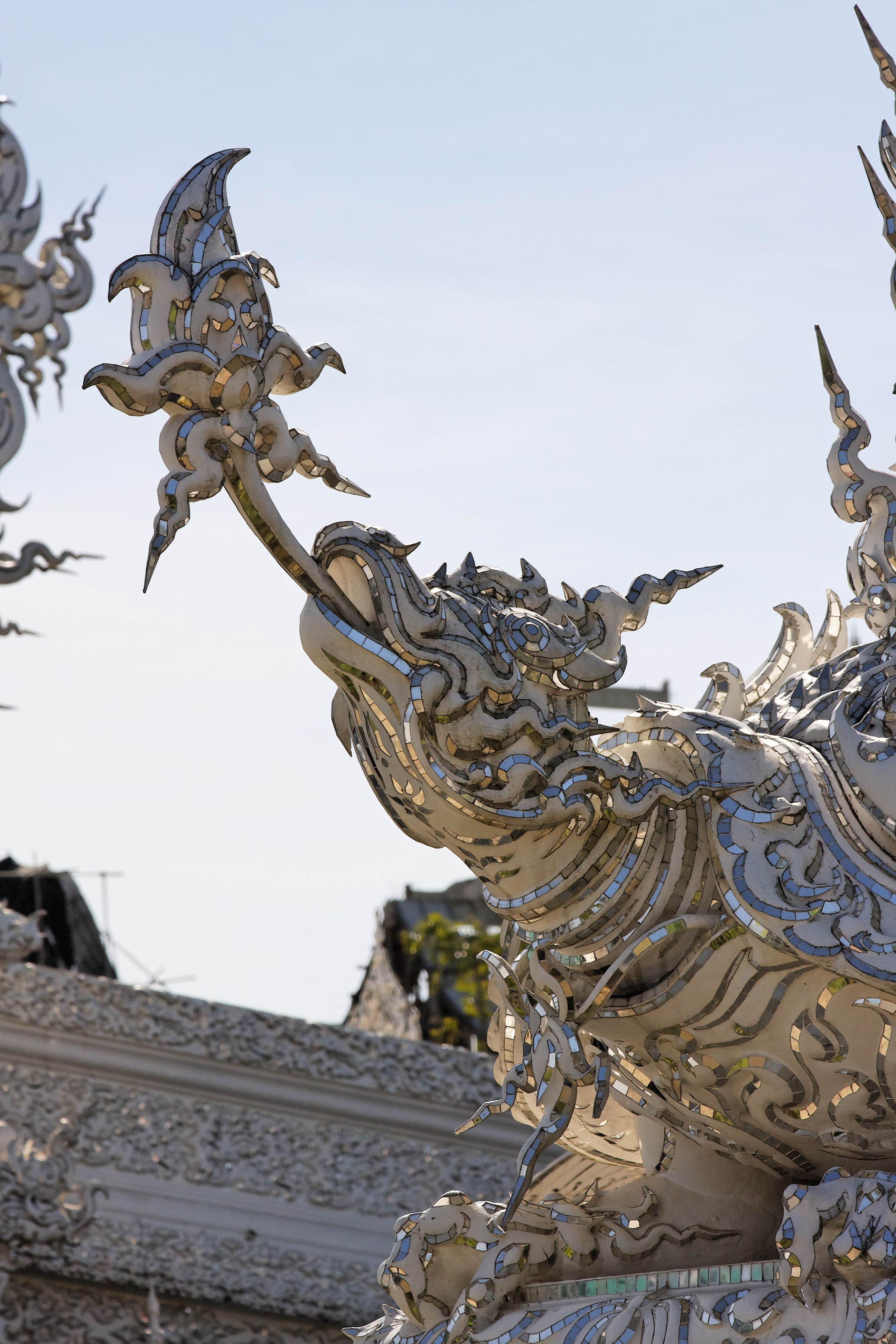
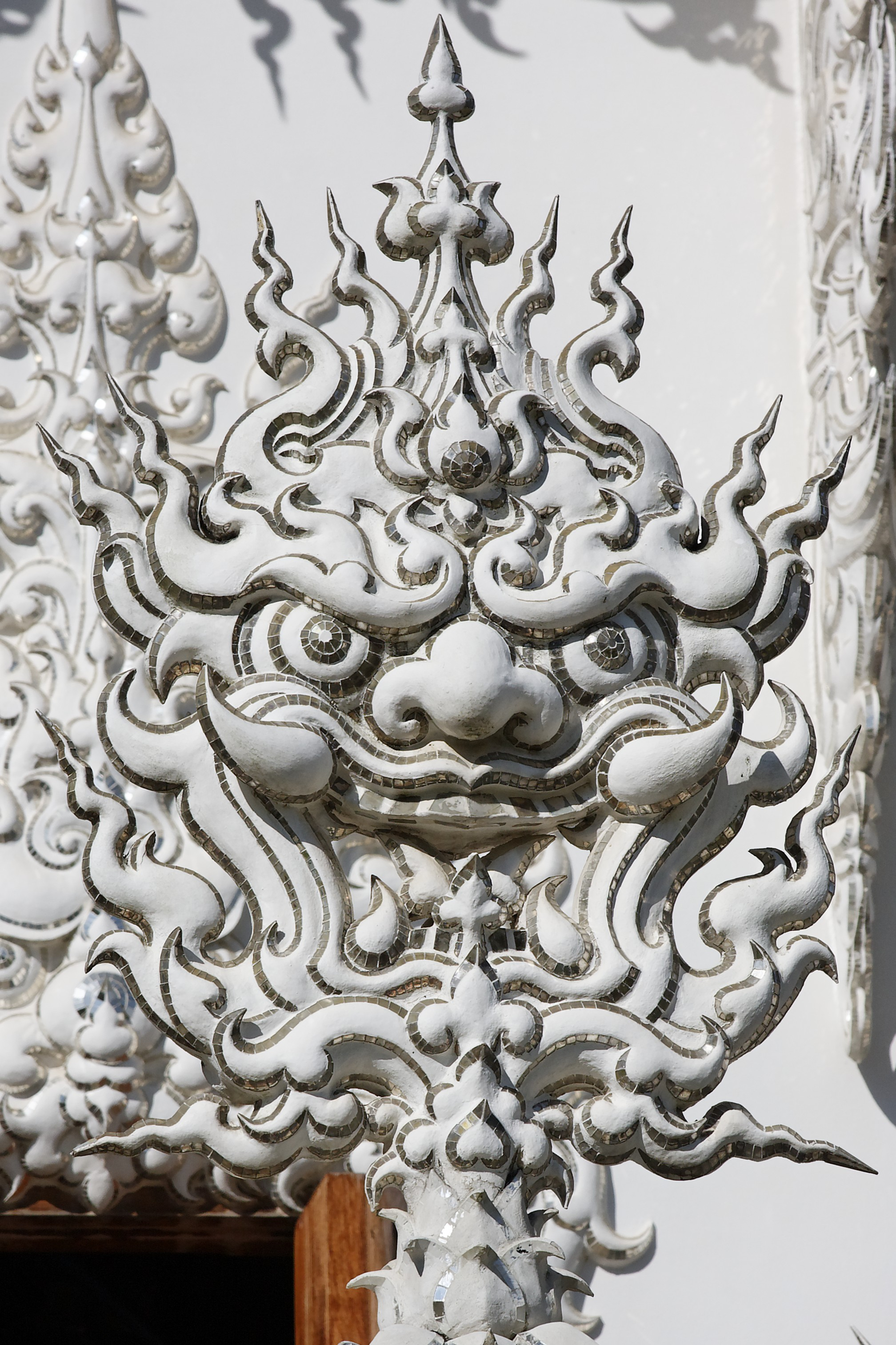
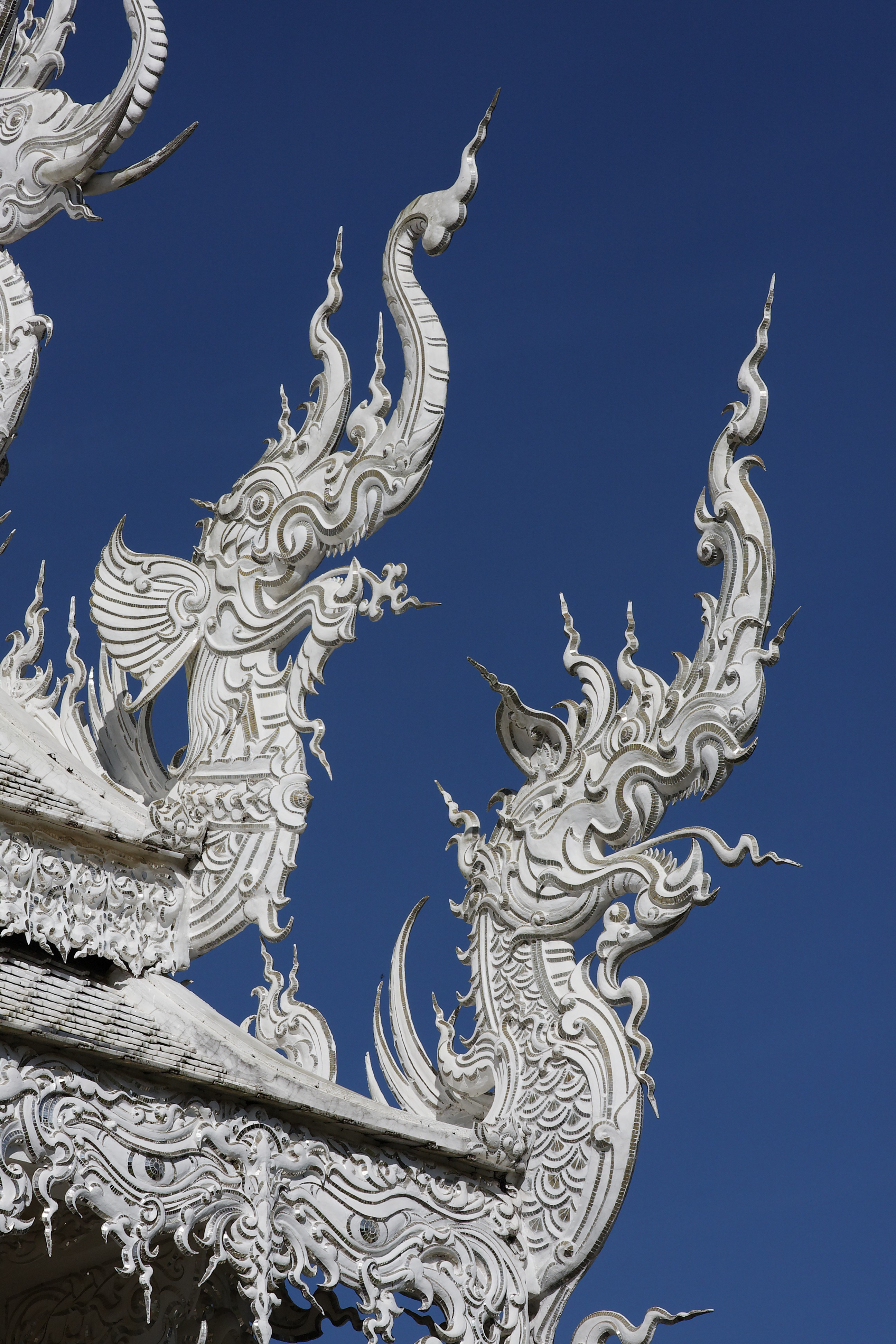
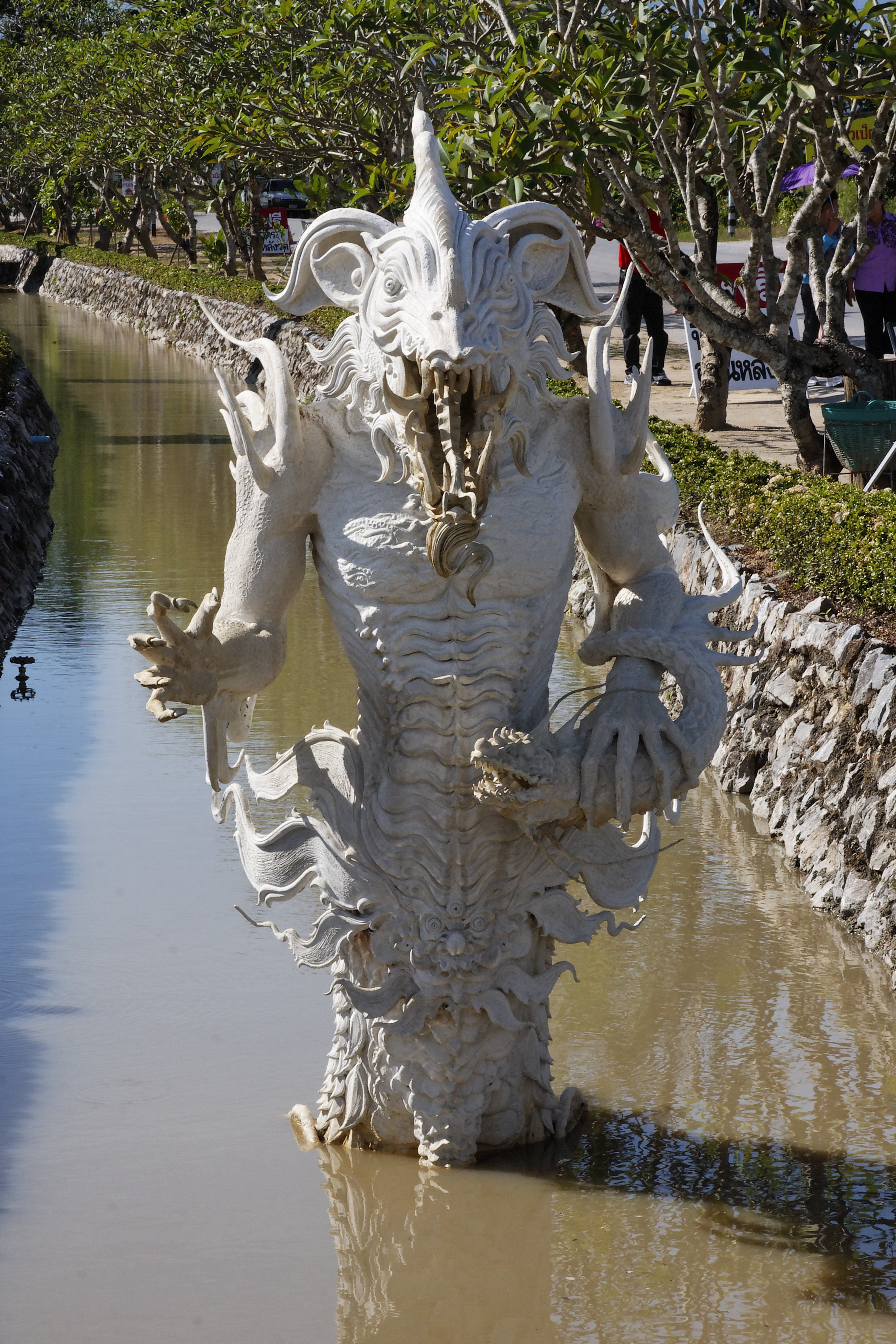
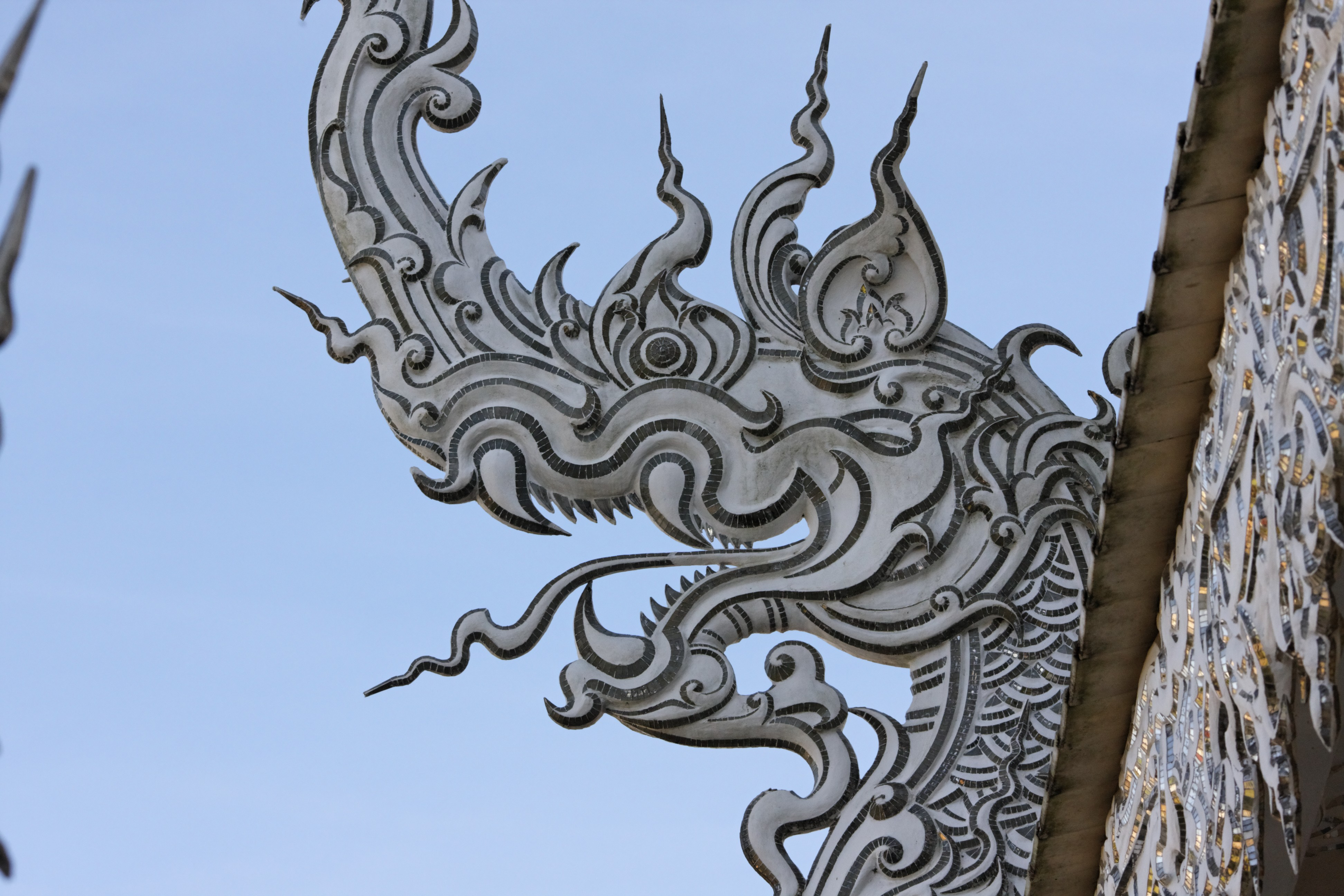
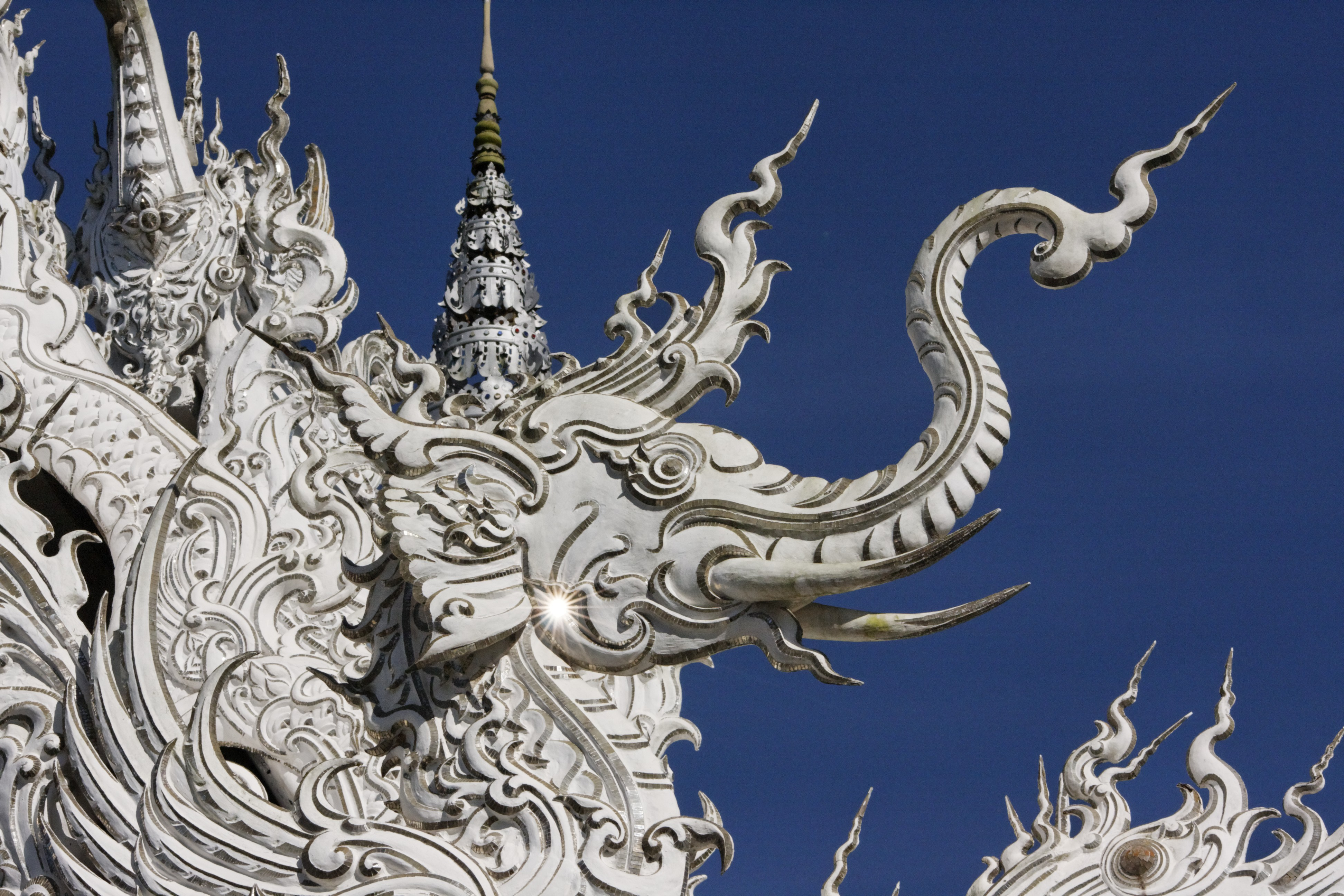
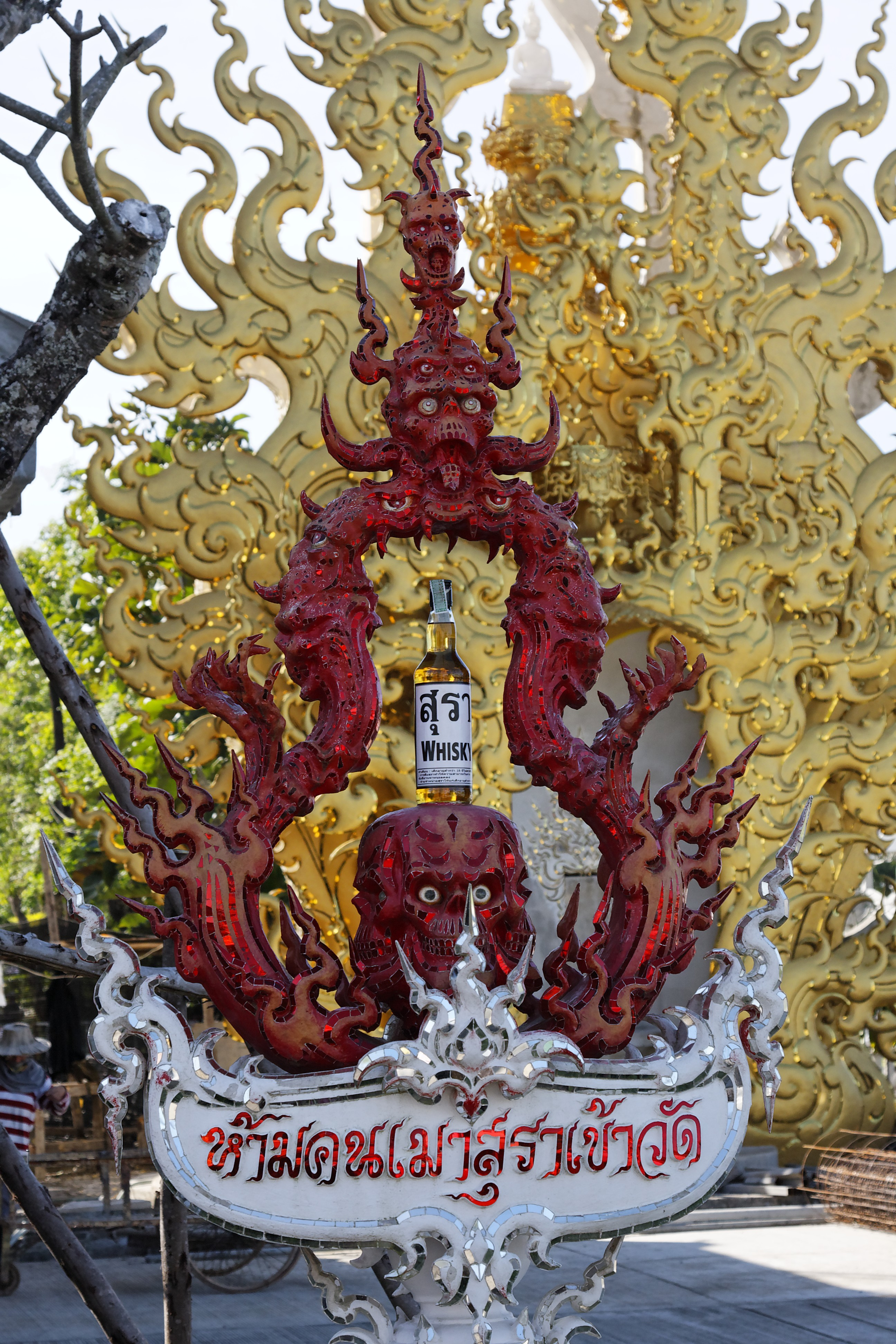
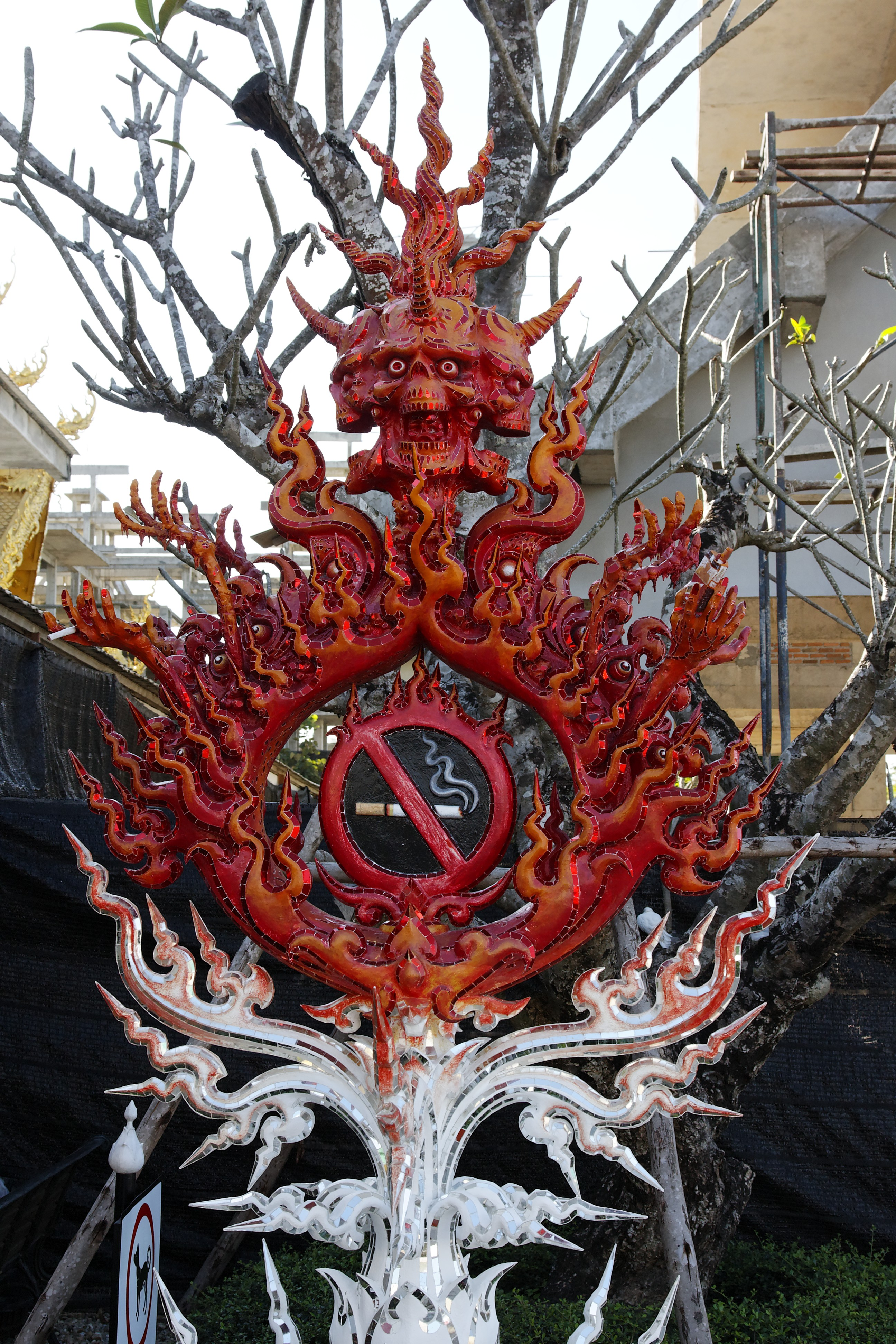
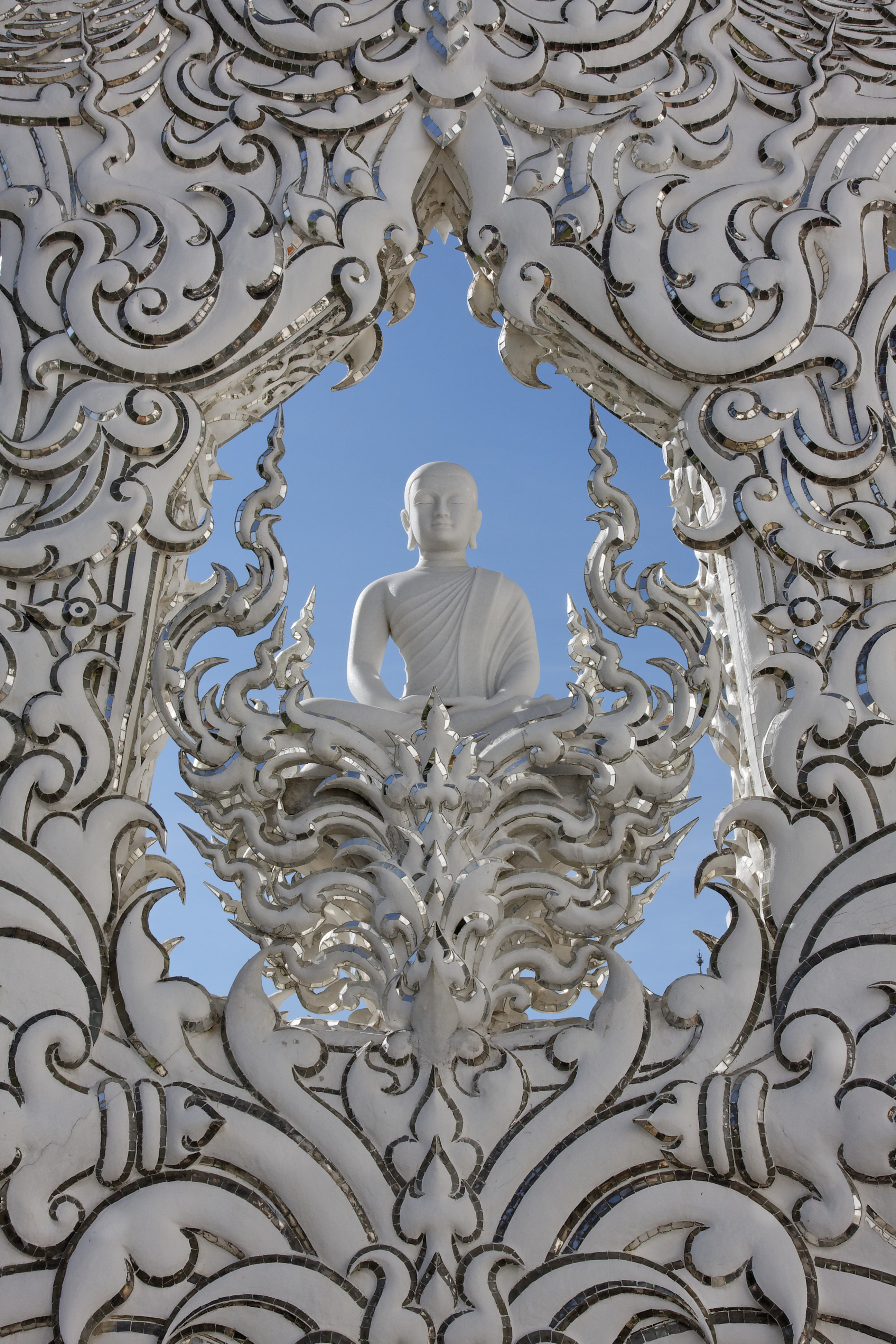
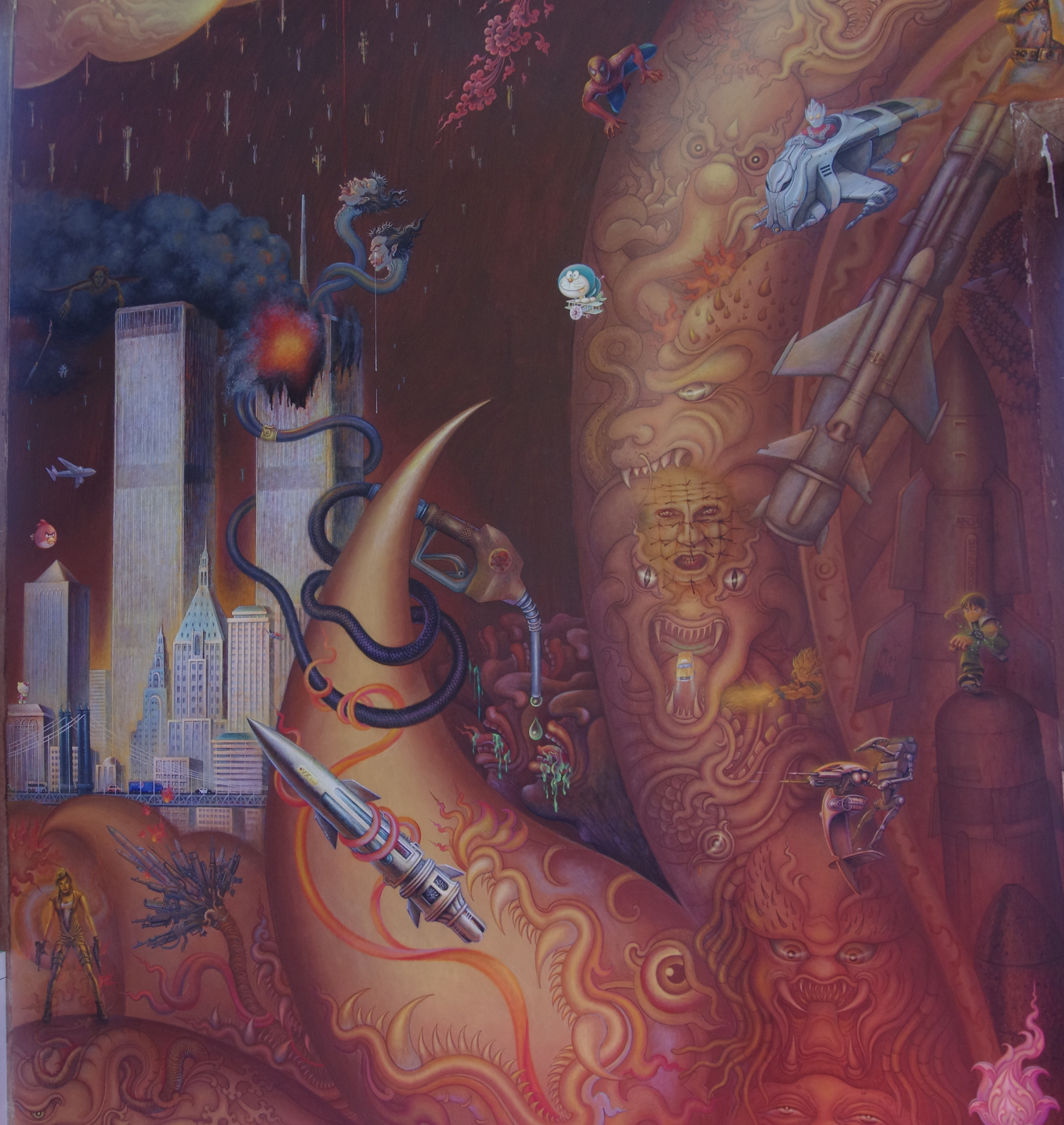